# Краунсвілл (Меріленд)
Краунсвілл (англ. Crownsville) — переписна місцевість (CDP) в США, в окрузі Енн-Арундел штату Меріленд. Населення — 1924 особи (2020).

## Географія
Краунсвілл розташований за координатами 39°1′21″ пн. ш. 76°35′25″ зх. д. / 39.02250° пн. ш. 76.59028° зх. д. (39.022468, -76.590365). За даними Бюро перепису населення США в 2010 році переписна місцевість мала площу 13,16 км², уся площа — суходіл.

## Демографія
Згідно з переписом 2010 року, у переписній місцевості мешкало 1757 осіб у 611 домогосподарстві у складі 484 родин. Густота населення становила 133 особи/км². Було 655 помешкань (50/км²).
Расовий склад населення:
| - 85,6 % — білих - 8,7 % — чорних або афроамериканців - 1,8 % — азіатів - 0,5 % — корінних американців - 0,1 % — вихідців з тихоокеанських островів - 2,0 % — осіб інших рас |

До двох чи більше рас належало 1,3 %. Частка іспаномовних становила 3,5 % від усіх жителів.
За віковим діапазоном населення розподілялося таким чином: 19,7 % — особи молодші 18 років, 64,6 % — особи у віці 18—64 років, 15,7 % — особи у віці 65 років та старші. Медіана віку мешканця становила 46,2 року. На 100 осіб жіночої статі у переписній місцевості припадало 98,5 чоловіків; на 100 жінок у віці від 18 років та старших — 96,9 чоловіків також старших 18 років.
Середній дохід на одне домашнє господарство становив 236 643 долари США (медіана — 107 308), а середній дохід на одну сім'ю — 242 350 доларів (медіана — 113 068). За межею бідності перебувало 13,2 % осіб, у тому числі 12,0 % дітей у віці до 18 років та 5,3 % осіб у віці 65 років та старших.
Цивільне працевлаштоване населення становило 984 особи. Основні галузі зайнятості: будівництво — 19,2 %, освіта, охорона здоров'я та соціальна допомога — 17,8 %, науковці, спеціалісти, менеджери — 12,7 %, мистецтво, розваги та відпочинок — 9,9 %.

## Відомі люди
- Джек Андрака (* 1997) — американський винахідник та науковець.